# Gâteau du Vully

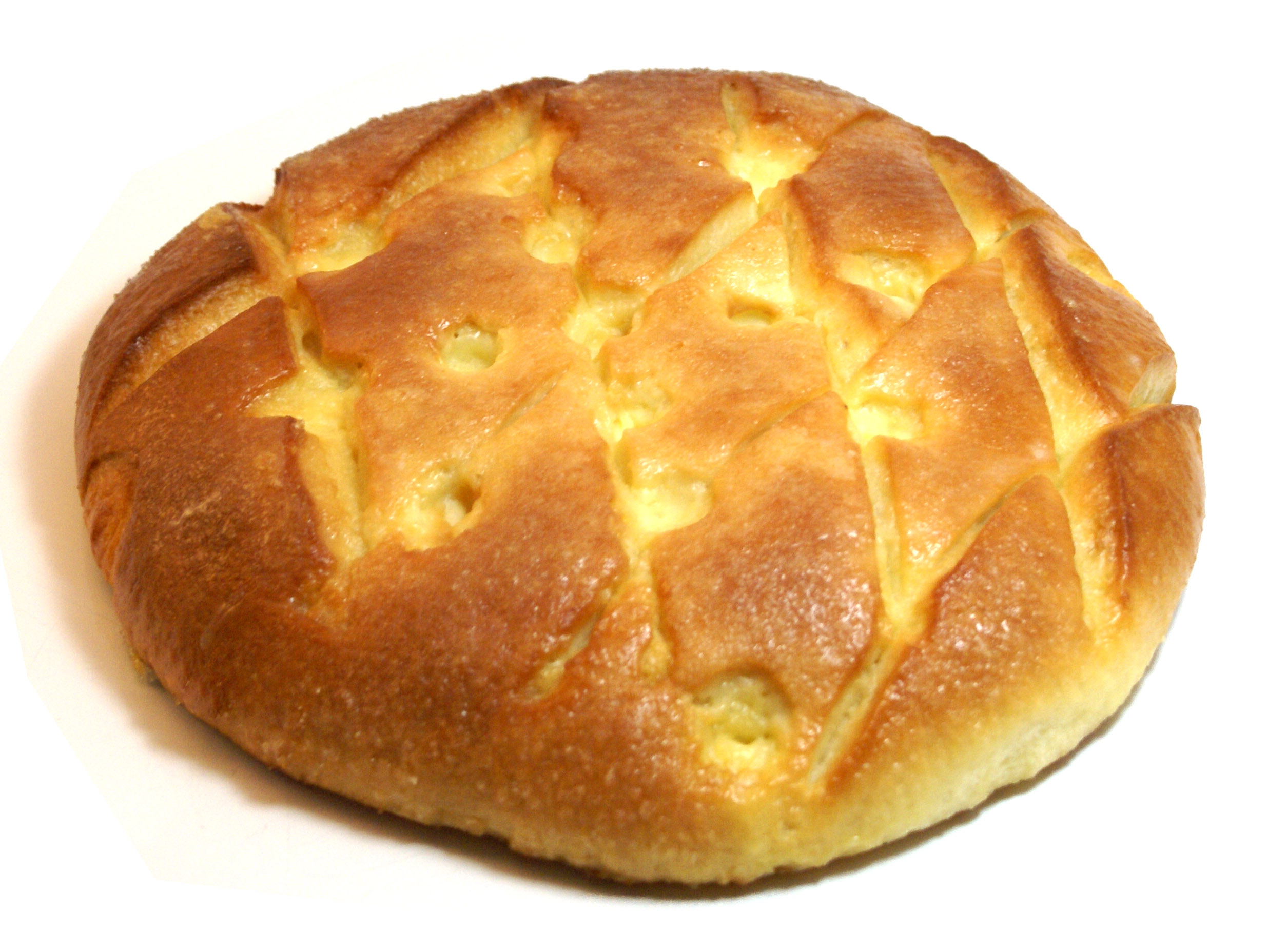
Gâteau du Vully

Der Gâteau du Vully (auch Vully-Kuchen oder Wistenlacher Kuchen genannt) ist ein Schweizer Kuchen aus Hefeteig.

## Herkunft
Der Name leitet sich vom Mont Vully am Murtensee ab. Dieser Kuchen wird in der ganzen Region des Murtensees hergestellt und verkauft.

## Herstellung
Man unterscheidet grundsätzlich zwischen der süssen und salzigen Variante. Die süsse Variante wird üblicherweise mit Creme Gruyere nappiert und die salzige mit Speck und Kümmel verfeinert. Der sogenannte Vullykuchen wird stets an Dorffesten und Winzerfesten verkauft.
Die Zubereitung der süssen Variante erfolgt mit Mehl, Milch, Hefe, Eier, Butter und einer Prise Salz. Für den Belag verwendet man Rahm (nach Möglichkeit Doppelrahm), Eigelb und Hagelzucker.